# Juan Carlos Onetti
Juan Carlos Onetti Borges (Montevideo, 1 de julio de 1909-Madrid, 30 de mayo de 1994) fue un escritor uruguayo, considerado uno de los narradores más importantes de su país y de la literatura hispanoamericana. Precursor de la novela moderna y la literatura existencialista, obtuvo el prestigioso Premio Miguel de Cervantes en 1980 y el Gran Premio Nacional de Literatura de Uruguay en 1985.
La escritora uruguaya Cristina Peri Rossi considera que Onetti es «uno de los pocos existencialistas en lengua castellana». Mario Vargas Llosa lo llamó «uno de los grandes escritores modernos, y no sólo de América Latina».

## Biografía

### Primeros años
Juan Carlos Onetti Borges nació en Montevideo, Uruguay, el 1 de julio de 1909 a las 6:00, hijo de Carlos Onetti (un funcionario de aduanas) y de Honoria Borges (descendiente de una familia aristocrática brasileña de Río Grande do Sul). Tuvo dos hermanos: uno mayor que él, Raúl, y una hermana menor, Raquel. Onetti recordó su infancia como una época feliz, describiendo a sus padres como una pareja muy unida y amorosa con sus hijos. El apellido original de su familia era O'Nety, de origen irlandés o escocés. El propio escritor comentó acerca de esto tiempo después: «El primero que vino acá, o sea mi tatarabuelo, ese hombre era inglés nacido en Gibraltar. Fue mi abuelo el que italianizó el nombre».

En 1930, con apenas veintiún años, Onetti se casó con su prima, María Amalia Onetti. En marzo de ese mismo año la pareja viajó a la ciudad de Buenos Aires, donde se mudó. El 16 de junio de 1931 nació su primer hijo: Jorge Onetti Onetti. En 1933 apareció el primer cuento publicado de Onetti: «Avenida de Mayo-Diagonal-Avenida de Mayo», en La Prensa, después de ganar un concurso convocado por el diario. Poco después se divorció de su mujer y un año más tarde, de regreso en Montevideo, volvió a contraer matrimonio, esta vez con María Julia Onetti, la hermana de María Amalia. Por esa época escribió la novela Tiempo de abrazar, la cual publicó décadas después, en 1974.

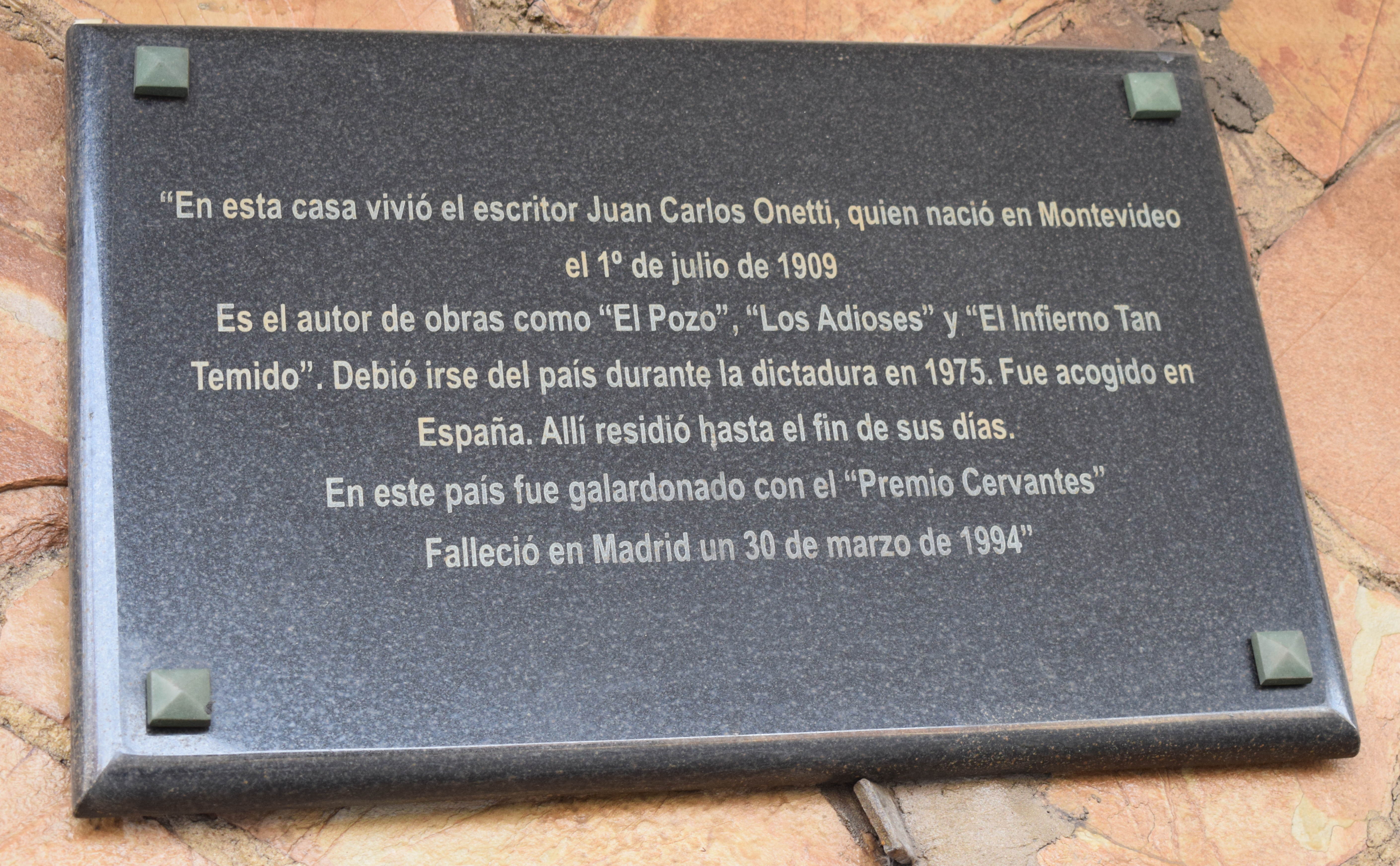
Placa conmemorativa de Onetti en Montevideo.

Onetti continuó ejerciendo diferentes oficios y escribiendo cuentos y artículos los cuales fueron publicados en diversos medios de Buenos Aires y Montevideo hasta 1939, año en donde publicó su primera novela, El pozo (considerada como la primera en abrir la novela de creación o nueva novela en América Latina), y fue nombrado secretario de redacción del semanario Marcha, para el que escribió columnas bajo los seudónimos «Grucho Marx» y «Periquito el Aguador». Por ese entonces se separó de su segunda esposa. También, por aquella época desarrolló interés por las artes plásticas. Desempeñó el cargo de secretario de redacción hasta 1941, cuando abandonó el semanario por diferencias con Carlos Quijano y comenzó a trabajar en la agencia de noticias Reuters. Ese año, Onetti obtuvo el segundo lugar, con su novela Tierra de nadie, la cual publicó en 1941, en un concurso convocado por la editorial Losada. El jurado estuvo compuesto por Guillermo de Torre, Norah Lange y Jorge Luis Borges. Se otorgó el primer lugar a la novela Es difícil empezar a vivir, de Bernardo Verbitsky. Poco tiempo después, Onetti fue enviado como corresponsal a Buenos Aires, donde permaneció hasta 1955.

### Trayectoria literaria

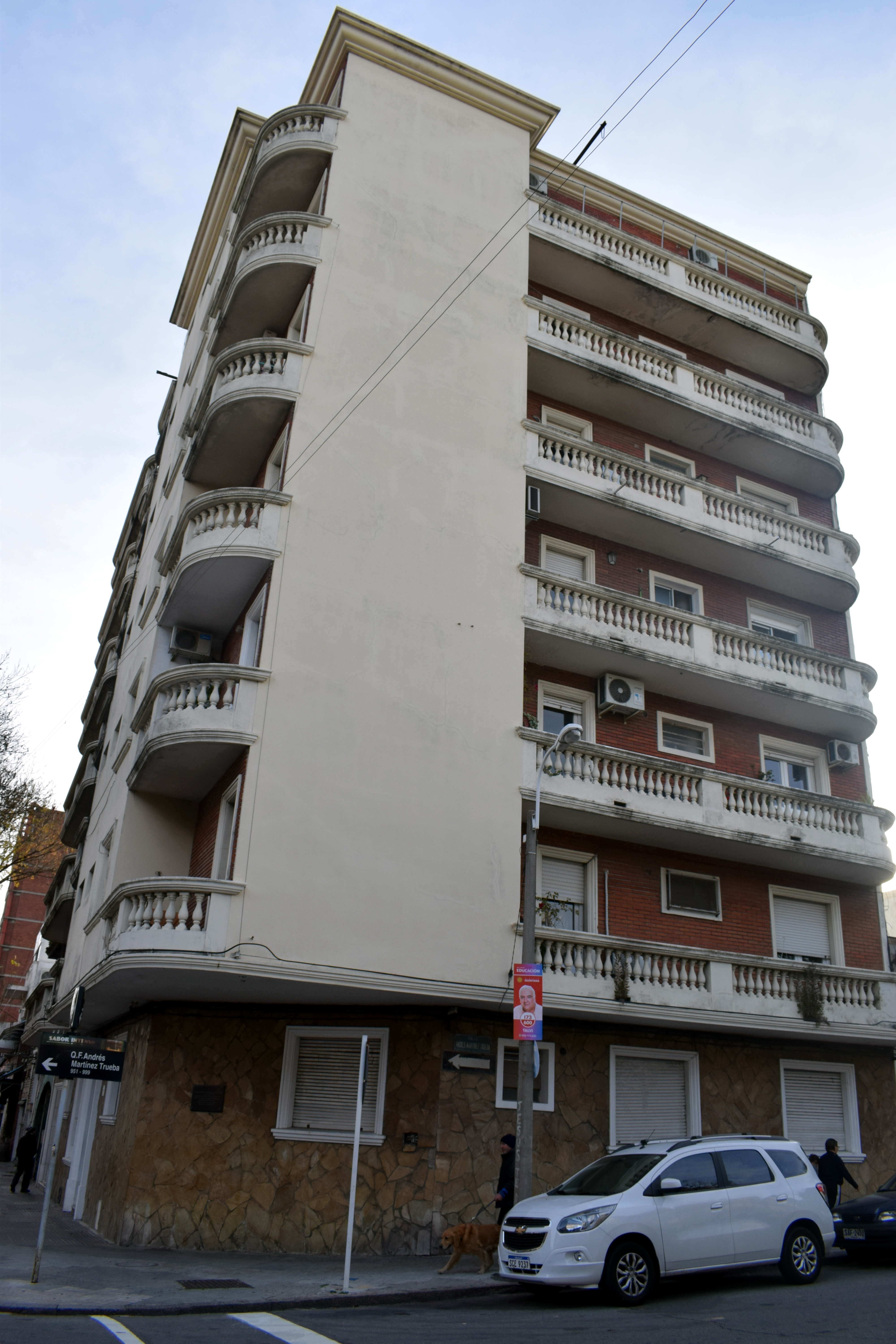
Departamento en el que vivió Onetti en Montevideo entre 1955 y 1973.

Onetti trabajó como secretario de redacción de las revistas Vea y Lea e Ímpetu. En 1943 publicó Para esta noche, su tercera novela. En 1945 se casó con una compañera de trabajo en Reuters: la neerlandesa Elizabeth María Pekelharing. El 26 de julio de 1949 nació su primera hija: Isabel «Litti» María Onetti.
En 1950 publicó La vida breve, una novela central en su obra. A pesar de que en sus primeras ediciones la novela no tuvo mucho éxito, no tardó en ser reconocida como una de las novelas más innovadoras de su tiempo, y aún hoy en día es considerada una de las obras más importantes de la lengua española. En 1954 publicó la novela corta Los adioses. A fines de 1955 regresó a Montevideo y comenzó a trabajar en el diario Acción, y contrajo matrimonio por cuarta vez, esta vez con la joven argentina de ascendencia alemana Dorothea «Dolly» Muhr, a quien había conocido en 1945 y quien se convirtió en su última pareja. En 1959, Onetti publicó la novela corta Para una tumba sin nombre, y en 1961 El astillero, otra de sus novelas más celebradas. En 1964 publicó Juntacadáveres, novela que llegaría a ser finalista del Premio Rómulo Gallegos en 1967.
En 1967, Onetti grabó un disco para la serie Voz Viva de América Latina, la cual contiene la lectura de fragmentos de la obra del autor en su propia voz. En ese mismo año apareció en Buenos Aires la primera edición de sus Cuentos completos por el Centro Editor de América Latina, y en 1970 se publicó en México una primera edición de sus Obras completas. En 1973 publicó la novela corta La muerte y la niña. En 1974 publicó una segunda edición de sus Cuentos completos y la novela corta Tiempo de abrazar, junto con todos sus cuentos escritos y publicados entre 1933 y 1950, además de ser jurado del Premio Anual de Narrativa organizado por Marcha, el cual se otorgó a Nelson Marra por su cuento «El guardaespaldas». Debido a que tanto el relato como su autor fueron censurados por el dictador uruguayo Juan María Bordaberry, Onetti fue detenido y encerrado en un hospital psiquiátrico, de donde logró salir al cabo de tres meses gracias a la intervención del entonces director de Cuadernos Hispanoamericanos, el poeta español Félix Grande, quien recogió firmas para lograr la liberación del escritor uruguayo y la del diplomático español Juan Ignacio Tena Ybarra (entonces director del Instituto de Cultura Hispánica). Después de otra breve estadía en Buenos Aires, fue invitado nuevamente a Madrid por el Instituto Internacional de Literatura Iberoamericana para participar en un congreso sobre el barroco. Onetti decidió entonces instalarse definitivamente en la capital española, donde residió durante casi veinte años.
Los años de Onetti en España se caracterizaron por una menor producción literaria pero de muchos premios y participaciones en congresos. En 1979 publicó Dejemos hablar al viento, novela con la que concluyó la «saga de Santa María» (trilogía conformada por La vida breve, El astillero y Juntacadaveres), y que está dedicada a su amigo Juan Ignacio Tena Ybarra, en agradecimiento a las gestiones que emprendió para permitir su liberación. Además de esta novela, continuó escribiendo artículos, muchas veces tratando la problemática de los exiliados latinoamericanos. En 1981 fue anunciado como el ganador del Premio Cervantes de 1980, recibiendo así el galardón más importante de su carrera, el mismo año que fue propuesto por el Pen Club Español como candidato al Premio Nobel de Literatura, el cual no recibió. Cuando en 1985 la democracia regresó a Uruguay, el presidente electo, Julio María Sanguinetti, lo invitó a la ceremonia de instalación del nuevo Gobierno. Onetti agradeció la invitación pero decidió declinar la oferta y permanecer en Madrid.

### Últimos años y fallecimiento

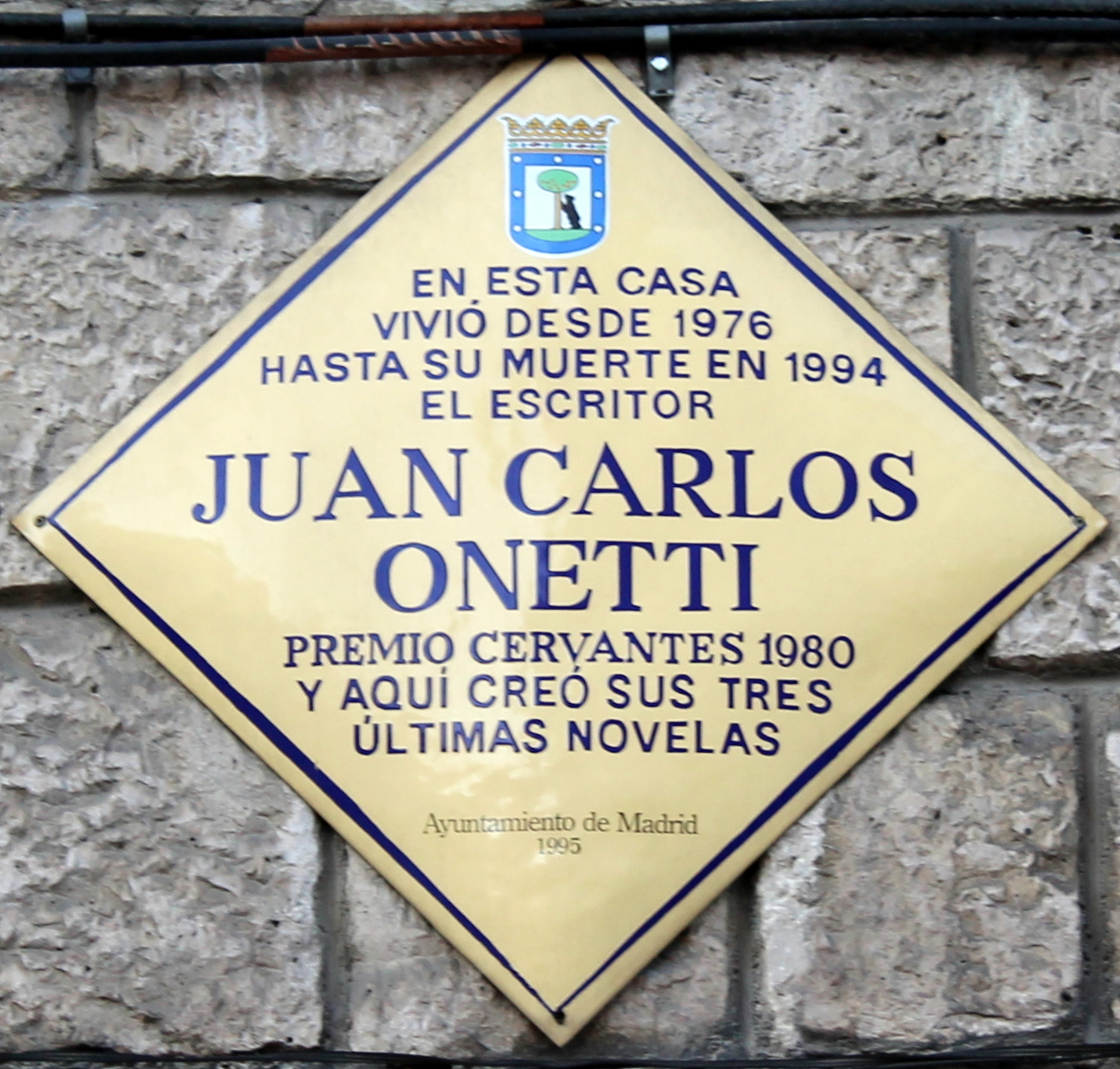
Placa conmemorativa de Onetti en la Avenida de América (Madrid).

En 1987, Onetti publicó Cuando entonces, su primera novela después de ocho años. En ese tiempo, llevaba una vida cada vez más ermitaña: pasó sus últimos doce años encerrado en su departamento sobre la avenida de América, donde recibió la visita de lectores y periodistas. Prácticamente no salía de su cama, en la que se la pasaba leyendo, fumando y tomando whisky. En 1993 publicó su último libro, la novela Cuando ya no importe.
Onetti falleció el 30 de mayo de 1994 a los 84 años de edad, en una clínica madrileña a causa de problemas hepáticos. Siguiendo su última voluntad, sus restos fueron cremados en el Cementerio de La Almudena (Madrid). Tras su muerte, en Uruguay, la Intendencia de Montevideo rebautizó al Concurso Literario Municipal como Concurso Literario Juan Carlos Onetti.

## Influencias
La obra literaria de Onetti fue influida por dos raíces distintas. La primera de ellas fue la admiración por la obra de William Faulkner. Como él, Onetti creó un mundo ficcional autónomo, cuyo centro es la inexistente ciudad de «Santa María». La segunda de esas raíces fue su admiración por el existencialismo y la literatura francesa de Louis Ferdinand Céline, Albert Camus y Jean Paul Sartre. En varios ocasiones manifestó su gran admiración por la obra de Marcel Proust, James Joyce, Ernst Hemingway y Fiódor Dostoyevski, entre otros. En una entrevista realizada en 1976 con Soler Serrano reveló que leía con asiduidad a Ramón María del Valle-Inclán y a  Pío Baroja.

### Legado
El crítico Emir Rodríguez Monegal fue el primero que analizó la obra de Onetti y llamó la atención sobre ella. El escritor peruano Mario Vargas Llosa dijo, en una entrevista a la agencia AFP, que Onetti «es uno de los grandes escritores modernos, y no sólo de América Latina: [...] No ha obtenido el reconocimiento que merece como uno de los autores más originales y personales, que introdujo sobre todo la modernidad en el mundo de la literatura narrativa. [...] Su mundo es un mundo más bien pesimista, cargado de negatividad; eso hace que no llegue a un público muy vasto». Por su parte, Rodrigo Fresán se ha referido a La vida breve  como a una de las más grande novela latinoamericanas y ha señalado que es posible que subliminalmente Onetti  no resulte atractivo a mentes simples porque toda su literatura gira alrededor de la épica de la derrota.

## Obras

### Novelas
- 1939: El pozo
- 1941: Tierra de nadie
- 1943: Para esta noche
- 1950: La vida breve
- 1954: Los adioses
- 1959: Para una tumba sin nombre
- 1960: La cara de la desgracia
- 1961: El astillero
- 1964: Juntacadáveres
- 1973: La muerte y la niña
- 1979: Dejemos hablar al viento
- 1987: Cuando entonces
- 1993: Cuando ya no importe

### Cuentos y novelas cortas
- 1951: Un sueño realizado y otros cuentos
- 1962: El infierno tan temido y otros cuentos
- 1964: Jacob y el otro
- 1967: Cuentos completos[n. 1]
- 1968: La novia robada y otros cuentos[n. 2]
- 1974: Tiempo de abrazar y los cuentos de 1933 a 1950[n. 3]
- 1974: Cuentos completos[n. 4]
- 1976: Tan triste como ella y otros cuentos[n. 5]
- 1986: Cuentos secretos[n. 6]
- 1986: Presencia y otros cuentos
- 1994: Cuentos completos[n. 7]
- 2004: Cuentos completos[n. 8]
- 2009: Cuentos, artículos y miscelánea
- 2012: Novelas breves

### Artículos
- 1975: Réquiem por Faulkner y otros artículos
- 1994: Periquito el aguador y otros textos
- 1995: Confesiones de un lector
- 2009: Cuentos, artículos y miscelánea

### Correspondencia
- 2009: Cartas de un joven escritor. Correspondencia con Julio E. Payró, recopilación y prólogo de Hugo Verani.

## Sobre Onetti y su obra

### Filmografía
Ficción
- 1977: Per questa notte. Adaptación de la novela Para esta noche, por el director italiano Carlo Di Carlo.
- 1980: El infierno tan temido. Adaptación del cuento homónimo por el director argentino Raúl de la Torre. Ganó el Cóndor de Plata a la mejor película de 1981.
- 1989: La suerte está echada. Adaptación de la novela La cara de la desgracia, por el director argentino Pedro Stocki.
- 1994: El dirigible. Dirigida por Pablo Dotta; película acerca de una periodista francesa la cual llega a Uruguay a buscar información sobre Onetti.
- 2000: El astillero. Adaptación de la novela homónima por el director argentino David Lipszyc.
- 2008: Nuit de chien. Adaptación de la novela Para esta noche por el director alemán Werner Schroeter.
- 2009: Mal día para pescar. Adaptación del cuento «Jacob y el otro» por el director uruguayo Álvaro Brechner.

Documentales
- 1973: Juan Carlos Onetti, un escritor. Entrevista a Onetti en su casa en Montevideo, dirigida por Julio Jaimes.
- 1990: Onetti, retrato de un escritor. Documental sobre Onetti, dirigido por Juan José Mugni.
- 2001: Cortázar: Apuntes para un documental. Dirigida por Eduardo Montes-Bradley; película sobre Julio Cortázar la cual cuenta con la participación testimonial de Onetti.
- 2009: Jamás leí a Onetti. Documental sobre Onetti por el director uruguayo Pablo Dotta.

### Traducciones
- 1968: The Shipyard (traducción al idioma inglés por Nick Caistor de El astillero)[22]
- 2022: بیر (traducción al idioma kurdo por Jiyar Homer de El pozo)[23][24]

## Premios y distinciones
- 1962: Premio Nacional de Literatura de Uruguay
- 1974: Premio al mejor libro extranjero Instituto Italiano Americano de Cultura por el Astillero. Italia
- 1979: Premio de la Crítica
- 1980: Premio Miguel de Cervantes
- 1985: Premio Nacional de Literatura de Uruguay
- 1990: Premio de la Unión Latina de Literatura
- 1991: Gran Premio Rodó a la labor intelectual por parte de la Intendencia Municipal de Montevideo

| Predecesor: «ex aequo» Jorge Luis Borges y Gerardo Diego | Premio Miguel de Cervantes 1980 | Sucesor: Octavio Paz |